# Carnus orientalis
Carnus orientalis är en tvåvingeart som beskrevs av Maa 1968. Carnus orientalis ingår i släktet Carnus och familjen kadaverflugor. Inga underarter finns listade i Catalogue of Life.